# Sławomir Barul
Sławomir Barul (ur. 28 sierpnia 1964 w Opocznie) – kolarz przełajowy i MTB, olimpijczyk z Atlanty 1996.

## Osiągnięcia
- 1988 - 22. miejsce na Mistrzostwach Świata w kolarstwie przełajowym
- 1988 - 3. miejsce w Mistrzostwach Polski w kolarstwie przełajowym
- 1989 - 1. miejsce w Mistrzostwach Polski w kolarstwie przełajowym
- 1990 - 3. miejsce w Mistrzostwach Polski w kolarstwie przełajowym
- 1991 - 1. miejsce w Mistrzostwach Polski w kolarstwie przełajowym
- 1992 - 2. miejsce w Mistrzostwach Polski w kolarstwie przełajowym
- 1993 - 1. miejsce w Mistrzostwach Polski w kolarstwie przełajowym
- 1994 - 1. miejsce w Mistrzostwach Polski w kolarstwie górskim
- 1995 - 1. miejsce w Mistrzostwach Polski w kolarstwie górskim
- 1996 - 36. miejsce na Igrzyskach Olimpijskich w Atlancie
- 1996 - 1. miejsce w Mistrzostwach Polski w kolarstwie górskim